# Hans Lenk (Politiker)
Hans Lenk (* 3. Februar 1904 in Neuwiese; † Juli 1944) war ein deutscher Kommunalbeamter und Bürgermeister zur Zeit des Nationalsozialismus.

## Leben
Lenk besuchte die Volksschule und trat 1918 in den Verwaltungsdienst ein. Ab 1923 betätigte er sich politisch bei den Nationalsozialisten. Nach dem Verbot der NSDAP gehörte er zu den Gründern des „Völkischen Blocks“ in Sosa. Nach Wiederzulassung der NSDAP trat er zum 19. Juni 1926 der Partei bei (Mitgliedsnummer 38.722). Lenk betätigte sich kommunalpolitisch als Kreisamtsleiter und wurde 1935 Bürgermeister von Falkenstein.
Nach Ausbruch des Zweiten Weltkrieges meldete sich Lenk als Freiwilliger zur „Aufbauarbeit im deutschen Osten“. Im deutsch besetzten Polen war Lenk zunächst im Distrikt Radom des Generalgouvernements eingesetzt. Er bekleidete nacheinander den Posten des Stadtkommissars in Radomsko, Skarżysko-Kamienna und Starachowice-Wierzbnik. Danach wechselte er in den Distrikt Lublin, war Landkommissar in Dęblin und wurde ab dem 7. August 1941 zum Kreishauptmann in Janów Lubelski/Kraśnik befördert. Diesen Posten bekleidete er bis zu seinem Tod im Juli 1944. Lenk ging in dem von ihm verwalteten Kreis brutal vor und misshandelte Polen und Juden mit seiner Peitsche. Zudem ließ er Juden und Polen unter anderem in das KZ Majdanek deportieren. Ein ehemaliger Untergebener Lenks bezeichnete diesen später als „üble Erscheinung“, die bei den Menschen in dem von ihm verwalteten Kreis gefürchtet war.
Im Zuge des Vormarsches der Roten Armee starb Lenk bei dem Versuch sich abzusetzen. Lenk wurde bei seiner Flucht von Partisanen getötet.